# Thomomys monticola
Thomomys monticola — вид гризунів родини Geomyidae. Це ендемік Каліфорнії та Невади. Сьєрра-Невада є частиною його ареалу.

## Характеристика
Thomomys monticola, як і інші представники роду Thomomys, мають малі вуха, очі та вкриті хутром щоки. У них короткі ноги з великими кігтями на лапах і гладкі різці. Вони, як правило, проводять більшу частину свого часу під землею і в основному активні вночі. Вони мають довжину близько 27 сантиметрів і вагу 91 грам з коричневим або сірим хутром.

## Середовище існування
Thomomys monticola у природі зустрічається на околицях гірських лугів, вологих лугів і прибережних прерій. Крім того, тварини живуть на лісових схилах, передусім сосни та ялиці, створюючи складні системи тунелів у пухкому ґрунті. Ці гофери вважають за краще, щоб над їхніми тунелями була рослинність, і там, де вони спливають на поверхню, є купи бруду. Взимку, щоб уникнути замерзання, вони переміщаються вище, щоб зупинитися під деревами.

## Дієта
Thomomys monticola не потребує води у своєму раціоні, щоб вижити, натомість витягує всю воду з їжі, яку споживає. Це травоїдні тварини, основним джерелом їжі яких є різнотрав'я, включно з Ceanothus cordulatus і аґрусом. Вони також віддають перевагу люпину. Ці гофери споживають коріння та цибулини цих рослин під землею та зберігають їх у своїх тунелях. Тварини рідко виходять над землю, щоб годуватися.

## Розмноження
Thomomys monticola спаровується пізньою весною та влітку з травня по липень. Вони переважно поодинокі, крім періоду спаровування. Ці гофери спаровуються один раз на рік у підземному гнізді і виношують від трьох до чотирьох дитинчат у своєму виводку.